# Zhan Xugang
Zhan Xugang (en chino: 占旭刚; Kaihua, 15 de mayo de 1974) es un deportista chino que compitió en halterofilia.
Participó en tres Juegos Olímpicos de Verano, entre los años 1996 y 2004, obteniendo en total dos medallas de oro, en Atlanta 1996 (70 kg) y en Sídney 2000 (77 kg). Ganó dos medallas en el Campeonato Mundial de Halterofilia, oro en 1995 y plata en 1997.

## Palmarés internacional
| Juegos Olímpicos   | Juegos Olímpicos         | Juegos Olímpicos | Juegos Olímpicos |
| Año                | Lugar                    | Medalla          | Categoría        |
| ------------------ | ------------------------ | ---------------- | ---------------- |
| 1996               | Atlanta (Estados Unidos) | Medalla de oro   | kg               |
| 2000               | Sídney (Australia)       | Medalla de oro   | 77 kg            |
| Campeonato Mundial |                          |                  |                  |
| Año                | Lugar                    | Medalla          | Categoría        |
| 1995               | Cantón (China)           | Medalla de oro   | 70 kg            |
| 1997               | Chiang Mai (Tailandia)   | Medalla de plata | 70 kg            |